# بيتر دوراند
بيتر دوراند (بالإنجليزية: Peter Durand)‏ هو تاجر بريطاني نسب له الفضل علي نطاق واسع فحصل على براءة الاختراع الأولي في حفظ الأطعمة باستخدام الكانز.
و منحت له براءة الاختراع في الخامس والعشرين من أغسطس عام 1810 بواسطة ملك إنجلترا الملك جورج الثالث.